# Ismael Gómez
Ismael Alberto Gómez (Buenos Aires, Argentina, 26 de enero de 1984) es un exfutbolista argentino. Jugó como mediocentro y actualmente es director técnico de la sub-15 del Municipal Santa Ana.

## Trayectoria
Inició su carrera con el Club Sportivo Italiano de la Primera B en el 2005, donde anotó 5 goles en 20 participaciones. Posteriormente pasaría por clubes de la Primera C como el Club Atlético Argentino (Merlo) en el 2007 y Club Atlético Defensores Unidos en el 2010, logrando un rendimiento 7 goles en 20 partidos con cada uno de estos equipos. En el 2011 se convirtió internacional al vincularse al Limón Fútbol Club de la Primera División de Costa Rica, alcanzando 7 anotaciones en 30 juegos. Su buena participación con el equipo limonense le permite fichar con el Club Sport Herediano en el 2012, equipo con el que se proclama campeón del Verano 2012 y del Verano 2013, así como subcampeón del Invierno 2012 e Invierno 2013. Con el conjunto herediano anotó 16 goles en 82 encuentros. En el 2014 ficharía con el Real España de la Primera División de Honduras. En el 2015 regresaría a Costa Rica para jugar con el equipo con el Limón Fútbol Club, luego pasó un año por Uruguay  de Coronado y 6 meses en el Santos de Guapiles,  volvió un año Argentina pasando por CADU Y Sportivo Barracas y luego regresó al fútbol de Costa Rica vistiendo la camiseta de  Asociación Deportiva San Carlos, ganando el título de ascenso y un título de campeón en primera división. 
El 20 de agosto del 2021 anuncia su retiro definitivo del Fútbol Profesional, después de más de 17 años de carrera profesional y semiprofesional,además de un paso en el futbol de sala.

## Clubes

### Como jugador
| Club                                      | País       | Año         |
| ----------------------------------------- | ---------- | ----------- |
| C. S. Italiano                            | Argentina  | 2005-2006   |
| Atlético Argentino (M)                    | Argentina  | 2007-2009   |
| Defensores Unidos                         | Argentina  | 2009 - 2011 |
| Limón F. C.                               | Costa Rica | 2011        |
| Herediano                                 | Costa Rica | 2012-2014   |
| Real España                               | Honduras   | 2014        |
| Limón F. C.                               | Costa Rica | 2015        |
| Club Sport Uruguay de Coronado            | Costa Rica | 2015 - 2016 |
| Santos de Guápiles                        | Costa Rica | 2016        |
| Defensores Unidos                         | Argentina  | 2017        |
| San Carlos                                | Costa Rica | 2018-2019   |
| Mushuc Runa Sporting Club                 | Ecuador    | 2019        |
| AD Rosario                                | Costa Rica | 2020        |
| Asociación Deportiva y Recreativa Jicaral | Costa Rica | 2020        |
| Asociación Deportiva Barrio México        | Costa Rica | 2021        |

### Como asistente
| Club                           | País       | Año         |
| ------------------------------ | ---------- | ----------- |
| Club Sport Uruguay de Coronado | Costa Rica | 2022        |
| Pitbulls F.C.                  | Costa Rica | 2022        |
| Municipal Santa Ana            | Costa Rica | 2023 - 2025 |

## Palmarés
| Título                         | Club                 | Año                  |
| ------------------------------ | -------------------- | -------------------- |
| Primera División               | Club Sport Herediano | Verano 2012          |
| Primera División               | Club Sport Herediano | Verano 2013          |
| Segunda División de Costa Rica | A.D. San Carlos      | Liga de Ascenso 2018 |
| Primera División               | A.D. San Carlos      | Clausura 2019        |